# Бут, Виталий Владимирович
Виталий Владимирович Бут (род. 16 ноября 1972, Новороссийск, Краснодарский край) — советский и российский футболист, полузащитник. Младший брат Владимир Бут также профессиональный футболист.

## Биография
На высшем уровне выступал за московские «Динамо», «Локомотив» и новороссийский «Черноморец». Закончил карьеру в 1998 году в тульском «Арсенале». Выступал на молодёжном чемпионате мира 1991 года в Португалии.
В 1991 году в составе молодёжной сборной СССР стал бронзовым призёром чемпионата мира. В 1998 году из-за серьёзной травмы оставил спорт. В 2009 году был назначен генеральным директором ФК «Черноморец», возглавлял и продолжает развивать городскую федерацию футбола. По инициативе Бута в Новороссийске с 1994 года проходит ежегодный Всероссийский юношеский футбольный турнир «Малая земля» памяти отца Владимира Георгиевича Бута.
С 1998 года занимается предпринимательской деятельностью. С 2007 года работает в структурах «Газпрома». В течение двух лет — заместитель генерального директора ОАО «Юггазсервис», в 2010 году назначен начальником Новороссийского участка ОАО «Краснодаркрайгаз» (в настоящее время АО «Газпром газораспределение Краснодар»). Также руководит другим производственным подразделением — новороссийским участком ООО «Газпром межрегионгаз Краснодар».
В 2015 году стал депутатом городской Думы VI созыва по 16 избирательному округу в Новороссийске.
В 2016 году возглавил Совет директоров ФК «Черноморец».

### ДТП
4 октября Виталий Бут, находясь за рулём автомобиля Range Rover в состоянии алкогольного опьянения, сбил 10-летнюю девочку, переходившую дорогу по нерегулируемому пешеходному переходу, после чего скрылся с места происшествия. Ребёнок с травмами был доставлен в больницу.
7 октября 2019 года «Единая Россия» приостановила членство Виталия Бута. 8 октября 2019 года он был арестован на двое суток, на него составили три административных протокола. 9 октября 2019 года гордума Новороссийска удовлетворила заявление Бута о досрочном сложении полномочий.